# Freie Union in Niedersachsen
Die Freie Union in Niedersachsen (FU) war eine in Niedersachsen aktive politische Partei. 

## Geschichte
1977 trat in Niedersachsen eine Kreisneugliederung in Kraft. Aus dem Widerstand insbesondere im Landkreis Soltau, gegen diese Kreisneugliederung entstand 1978 die Freie Union. Die FU trat 1978 zur Landtagswahl an und erreichte landesweit 0,27 %. der Stimmen. Bei den niedersächsischen Kommunalwahlen 1981 erreichte die FU 20 Gemeinderatssitze sowie 6 Kreistagssitze. 1982 erreichte die Partei bei der Landtagswahl nur noch 0,01 % der Stimmen. 
In der Folge beschränkte sich die Partei auf die kommunale Politik im Landkreis Heidekreis und in der Stadt Soltau. Sie änderte den Namen schließlich in BürgerUnion. Die BürgerUnion ist (Stand März 2025) mit zwei Sitzen im Kreistag des Heidekreises und mit sechs Sitzen im Stadtrat von Soltau vertreten. Seit 2025 stellt die Partei mit Karsten Brockmann auch den Bürgermeister in Soltau.